# Benjamin Kneihs
Benjamin Kneihs (* 2. Februar 1971 in Wien) ist ein österreichischer Jurist.

## Werdegang
Benjamin Kneihs ist der Sohn der Musikerin Sibyl Kneihs-Urbanic und des Musikers und Hochschullehrers Hans Maria Kneihs. Dieser war von 1990 bis 1995 Leiter des Brucknerkonservatoriums in Linz. Nach der Reifeprüfung 1989 am Neusprachlichen Gymnasium Billrothstraße in Wien und dem ordentlichen Zivildienst studierte Kneihs Rechtswissenschaften an der Universität Wien (Mag. iur. 1995). Ab 1996 war er Vertrags- bzw. Universitätsassistent am Institut für Verfassungs- und Verwaltungsrecht der Wirtschaftsuniversität Wien bei Heinz Peter Rill. 1998 promovierte er mit der Arbeit „Grundrechte und Sterbehilfe“ zum Doktor der Rechtswissenschaften. 1998 und 1999 war Kneihs verfassungsrechtlicher Mitarbeiter am Verfassungsgerichtshof bei Rudolf Müller. In der Folge habilitierte sich Kneihs mit der Arbeit „Privater Befehl und Zwang“. Von 2000 bis 2004 war Kneihs wiederum Assistent an der Wirtschaftsuniversität Wien. Im Februar 2004 wurde ihm die Lehrbefugnis für die Fächer Verfassungsrecht und Verwaltungsrecht verliehen und er wurde zum außerordentlichen Universitätsprofessor. Es folgten mehrere Bewerbungen auf Listenplätze für Professuren an der Paris-Lodron-Universität Salzburg, an der Wirtschaftsuniversität Wien, an der Universität für Bodenkultur Wien, der Karl-Franzens-Universität Graz, der Leopold-Franzens-Universität Innsbruck und 2007 ein Forschungsaufenthalt in Norwegen. In dieser Zeit wurde Kneihs auch wiederholt in Besetzungsvorschläge der Vollversammlung des Verwaltungsgerichtshofs aufgenommen. Im Oktober 2008 wurde Kneihs zum Professor (§ 99 UG) an der rechtswissenschaftlichen Fakultät der Karl-Franzens-Universität Graz berufen, im Oktober 2009 wechselte er als Nachfolger von Heinz Schäffer auf eine Professur an der Paris Lodron Universität Salzburg. Er war dort von 2013 bis 2015 Leiter des Österreichischen Instituts für Menschenrechte (ÖIM) und von 2013 bis 2019 Leiter des Fachbereiches Öffentliches Recht, Völker- und Europarecht.

## Forschungsschwerpunkte
Die Forschungsschwerpunkte von Kneihs kreisen um das Thema der Grundrechte, insbesondere des Rechts auf Leben, aber auch der Religions- und Meinungsäußerungsfreiheit. Weitere Schwerpunkte liegen auf der Terrorismusabwehr und dem Ausgleich widerstreitender Interessen in einer demokratischen Gesellschaft.

## Publikationen (Auswahl)
- Benjamin Kneihs: Verfassungs- und Allgemeines Verwaltungsrecht. 6. Auflage. facultas, Wien 2021, ISBN 978-3-7089-2153-2.
- Harald Eberhard, Claudia Fuchs, Benjamin Kneihs, Markus Vašek (Hrsg.): VfGG. Kommentar zum Verfassungsgerichtshofgesetz 1953. facultas, Wien 2019, ISBN 978-3-7089-1852-5.
- Peter Bydlinski, Benjamin Kneihs, Peter Vollmaier: Einführung in das österreichische Recht. 3. Auflage. facultas, Wien 2021, ISBN 978-3-7089-2116-7.
- Walter Berka, Christina Binder, Benjamin Kneihs: Die Grundrechte. Grund- und Menschenrechte in Österreich. 2. Auflage. Verlag Österreich, Wien 2019, ISBN 978-3-7046-6296-5.